# Арионцо-Кравила (Маса-Карара)
Арионцо-Кравила је насеље у Италији у округу Маса-Карара, региону Тоскана.
Према процени из 2011. у насељу је живело 86 становника. Насеље се налази на надморској висини од 236 м.